# Hyposmocoma cristata
Hyposmocoma cristata là một loài bướm đêm thuộc họ Cosmopterigidae. Nó là loài đặc hữu của Oahu, Molokai và Hawaii. Địa điểm điển hình nằm ở vùng núi gần Honolulu.
This species is often abundant.
Ấu trùng ăn Freycinetia species. 